# Збудске-Длге
Збудске-Длге (словац. Zbudské Dlhé) — село и одноимённая община в районе Гуменне Прешовского края Словакии. В письменных источниках начинает упоминаться с 1414 года.

## География
Село расположено в юго-восточной части края, в Низких Бескидах, на левом берегу реки Лаборец, при автодороге 559. Абсолютная высота — 200 метров над уровнем моря. Площадь муниципалитета составляет 8,36 км².

## Население
| Год:                | 1994 | 2004     | 2014     | 2024     |
| ------------------- | ---- | -------- | -------- | -------- |
| Количество человек: | 467  | 587      | 707      | 828      |
| Разница:            |      | +25,69 % | +20,44 % | +17,11 % |

По данным последней официальной переписи 2011 года, численность населения Збудске-Длге составляла 677 человек.